# Санта-Роса (Эль-Уисаче)
Санта-Роса (Эль-Уисаче) (исп. Santa Rosa (El Huizache)) — посёлок в центральной части Мексики, на территории штата Агуаскальентес. Входит в состав муниципалитета Эль-Льяно.

## Географическое положение
Санта-Роса расположена на востоке штата, на расстоянии приблизительно 22 километров (по прямой) к востоку-северо-востоку (ENE) от города Агуаскальентес. Абсолютная высота — 2022 метра над уровнем моря.

## Население
Согласно данным, полученным в ходе проведения официальной переписи 2005 года, в посёлке проживало 948 человек (470 мужчин и 478 женщин). Насчитывалось 209 домов. По возрастному диапазону население распределилось следующим образом: 46,4 % — жители младше 18 лет, 45,7 % — между 18 и 59 годами и 7,9 % — в возрасте 60 лет и старше. Уровень грамотности среди жителей старше 15 лет составлял 97,6 %.
По данным переписи 2010 года, численность населения Санта-Росы составляла 1050 человек. Динамика численности населения посёлка по годам:
| 2000 | 2005 | 2010 |
| ---- | ---- | ---- |
| 826  | 948  | 1050 |